# Orchestra femminile di Auschwitz
L'orchestra femminile di Auschwitz, o orchestra delle ragazze di Auschwitz (in tedesco: Mädchenorchester von Auschwitz), era un'orchestra femminile nel campo di concentramento di Auschwitz, che fu creata nella primavera del 1943 per ordine delle SS. I membri erano in genere giovani detenute, di diverse nazionalità, alle quali veniva risparmiato il lavoro regolare del campo al posto dell'esecuzione di musica che era considerata utile nella gestione quotidiana del campo.

## Storia
La Mädchenorchester von Auschwitz fu formata per la prima volta nell'aprile del 1943 come progetto della SS-Oberaufseherin ("Osservatore Avanzato delle SS") Maria Mandel, per i tedeschi che desideravano sia uno strumento di propaganda per i visitatori che per i cinegiornali e come strumento per il morale del campo. Fu diretta da un'insegnante di musica polacca, Zofia Czajkowska, e non ebbe molti elementi fino al maggio del 1943, quando furono ammesse le ebree. Le musiciste avevano provenienze diverse, come del resto gli internati nel campo, ed i loro paesi di origine erano ad esempio Grecia, Polonia, Germania, Ucraina e Belgio.
A partire dal giugno del 1943 il suo ruolo principale fu quello di suonare al cancello (spesso per ore e ore in tutte le condizioni climatiche) quando le squadre di lavoro uscivano o rientravano. L'orchestra teneva concerti nel fine settimana sia per i prigionieri sia per le SS, ed accompagnava le cerimonie delle SS.
L'orchestra era incaricata anche di suonare in infermeria, per i prigionieri ricoverati, oppure in occasione dei nuovi arrivi o delle selezioni.
All'inizio era formata principalmente di musiciste dilettanti, con una sezione di archi, di fisarmoniche e un mandolino. Mancava una sezione di bassi. Gli strumenti e gli spartiti erano stati recuperati dall'orchestra maschile del campo principale di Auschwitz.
Il repertorio dell'orchestra era abbastanza limitato, e questo a causa dei pochi spartiti disponibili, della limitata preparazione della direttrice d'orchestra e delle richieste delle SS. Eseguiva per lo più marce tedesche e musica di canzoni popolari militari polacche che la Czajkowska conosceva a memoria. Anche due musicisti professionisti ne fecero parte: la violoncellista Anita Lasker-Wallfisch e la cantante/pianista Fania Fénelon, ed entrambe scrissero di quella loro esperienza nell'orchestra. La Wallfisch ricordò che suonava Träumerei di Schumann per Josef Mengele, mentre la memoria della Fénelon, Playing for Time, fu in seguito trasformata in un film con lo stesso titolo.
La Czajkowska fu infine sostituita come direttore d'orchestra nell'agosto del 1943 da Alma Rosé, nipote di Gustav Mahler, che era stata la direttrice di un'orchestra di donne nella sua città natale, Vienna. La Rosé era molto più esperta e sofisticata della maggior parte delle adolescenti dell'orchestra, ma continuò a fare affidamento sulla Czajkowska per la traduzione dal polacco. La Rosé diresse, orchestrò e talvolta suonò assoli di violino durante i suoi concerti. Oltre all'attività ufficiale, faceva provare l'orchestra e suonava musica proibita di compositori polacchi ed ebrei per aumentare lo spirito dei membri dell'orchestra e dei compagni che si fidavano di lei.
La Rosé morì improvvisamente ma misteriosamente, all'età di 37 anni, nell'aprile del 1944. Alcune fonti affermano che morì per avvelenamento da cibo. Da allora in poi l'orchestra fu condotta un po' a casaccio da Sonia Vinogradova, una prigioniera russa.
Il 1º novembre 1944 i membri ebrei dell'orchestra femminile furono evacuati da un camion per il bestiame a Bergen-Belsen, dove non c'era né orchestra né privilegi speciali. Il 18 gennaio 1945 le ragazze non ebree nell'orchestra, tra cui diverse polacche, furono evacuate nel campo di concentramento di Ravensbrück. Quello stesso mese Auschwitz fu smantellato e l'orchestra fu mandata a Bergen-Belsen. Due membri, Lola Kroner e Ioulia Stroumsa, sono morti lì, molto probabilmente a causa di una malattia. Le altre sopravvissero, anche se Ewa Stojowska fu malmenata e Fania Fénelon per poco non morì di tifo.
La Fénelon ha scritto che l'orchestra avrebbe dovuto essere uccisa a colpi d'arma da fuoco lo stesso giorno della liberazione dalle truppe britanniche. Fu intervistata dalla BBC nel giorno della liberazione e interpretò "La Marseillaise" e "God Save the King".

## Lista dei membri

### Direttori
- Zofia Czajkowska, polacca, Nr. 6873
- Alma Rosé, violino, ebrea, austriaca, Nr. 50381
- Sonia Vinogradova, pianoforte e copista di musica, russa

### Orchestrali
- Margot Anzenbacher-Větrovcová, chitarra, ebrea, ceca
- Lili Assael-Hassid, fisarmonica e copista di musica, greca; sorella di Yvette Assael
- Yvette Assael-Lennon (nata Bonita Maria Assael), fisarmonica, piano, contrabbasso, ebrea, greca; sorella di Lili Assael
- Ruth Baruch, chitarra e mandolino, ebrea, polacca
- Stefania Baruch
- Eva Ruth Basinski (nata Bassin), ottavino, ebrea, tedesca, Nr. 41883
- Esther Bejarano (nata Löwy), flauto dolce, ottavino, fisarmonica, chitarra, ebrea, tedesca
- Tamar Berger
- Maria Bielicka-Szczepańska (nata Józefa Maria Bielakowska), voce, polacca
- Fanny Birkenwald, mandolino, ebrea, belga
- Zofia Cykowiak, violino e copista di musica, polacca, Nr. 44327
- Henryka Brzozowska-Czapla, violino, polacca
- Helena Dunicz-Niwińska, violino e primo violino, polacca, Nr. 64118
- Fania Fénelon, piano e voce, ebrea, francese, Nr. 74862
- Henryka Gałązka, violino, polacca
- Maria Galewa
- Alla Gres-Ermilov
- Hilde Grünbaum-Zimke, copista di musica, ebrea, tedesca
- Charlotte Grunow
- Jadwiga Kollak-Czechowicz, piano, fisarmonica, percussioni, polacca, Nr. 6882
- Fanny Kornblum
- Irma Charlotte Clara Kroner, sorella di Lola Kroner, violoncello, ebrea, tedesca
- Sara Helena Felicia "Lola" Kroner, flauto, ebrea, tedesca, sorella di Irma Kroner (non sopravvisse alla guerra)
- Regina Kupferberg-Bacia (nata Rivka Kupferberg), copista di musica, ebrea, polacca, Nr. 51095Anita Lasker-Wallfisch in un'immagine del 2007

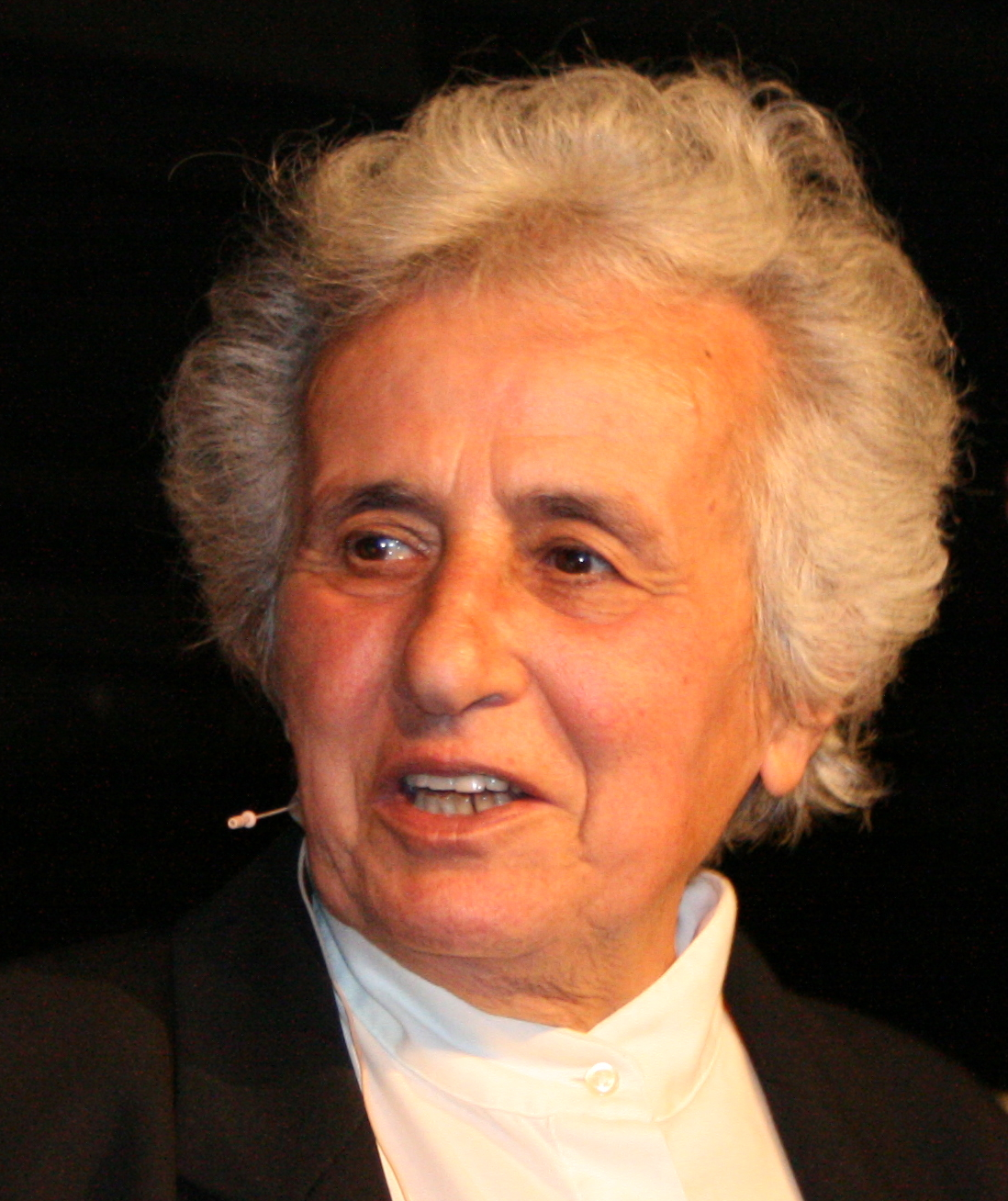
Anita Lasker-Wallfisch in un'immagine del 2007

- Irena Łagowska, violino, polacca, Nr. 49995
- Maria Langenfeld-Hnydowa, violino, polacca, Nr. 42873
- Anita Lasker-Wallfisch, violoncello, ebrea, tedesca
- Lotta Lebedová, voce, ebrea, ceca
- Eva Maria Levy, violino, ebrea, italiana
- Kazimiera Małys-Kowalczyk, mandolino e copista di musica, polacca, Nr. 48295
- Lilla Markstein
- Lilla Máthé, violino, ebrea, ungherese
- Elsa Miller, violino, ebrea, tedesca
- Claire Monis, voce e violino, ebrea, francese
- Maria Moś-Wdowik, mandolino e copista di musica, polacca, Nr. 6111
- Aleksandra Nazarova
- Masza Piotrkowska, mandolino, ebrea, polacca
- Krystyna Ewa Pryzińska
- Masha Rapaport
- Erika Rothschild
- Hélène Rounder-Diatkin, violino e copista di musica, ebrea, francese
- Fanny Rubak
- Hélène Minkowski Scheps (nata Itta Hudessa Wiernik), violino, ebrea, belga
- Helga Schiessel, percussioni, ebrea, tedesca
- Flora Schrijver-Jacobs, fisarmonica, ebrea, olandese, Nr. 61278
- Violette Silberstein-Jacquet,[5][6] violino, voce, ebrea, francese, nata in Romania, Nr. 51937
- Hilde Simha
- Helen Spitzer-Tichauer, mandolino, ebrea, ceca, Nr. 2286
- Eva Steiner-Adam, figlia di Madam Steiner, voce, ebrea, Transilvania, Nr. A-17139
- Madam Steiner, madre di Eva Steiner-Adam, violino, Transilvania
- Ewa Stojowska, piano e voce, polacca, Nr. 64098
- Ioulia Stroumsa, violino, ebrea, greca (non sopravvisse alla guerra)
- Carla Wagenberg, flauto dolce e ottavino, ebrea, tedesca (sorella di Sylvia Wagenberg)[7]
- Sylvia Wagenberg (più tardi nota come Schulamith Khalef), flauto dolce, ottavino, ebrea, tedesca (sorella di Carla Wagenberg)[8]
- Irena Walaszczyk-Wachowicz, mandolino, polacca, Nr. 43575
- Dora Ruchla Wilamowska, voce, ebrea, polacca (non sopravvisse alla guerra)
- Jadwiga Zatorska, violino, polacca, Nr. 36243
- Rachela Żelmanowicz-Olewski, chitarra e mandolino, ebrea, polacca, Nr. 6874
- Zocha Zeuno
- Krystyna Żywulska (nata Sonia Landau), paroliera, ebrea, polacca

## Media

### Film
- Playing for Time, Linda Yellen 1980, Film per la televisione basato sull'adattamento teatrale di Arthur Miller
- Esther Bejarano e l'orchestra delle ragazze di Auschwitz di Christel Priemer, 1992
- Bach in Auschwitz di Michel Daeron, 2000

### Libri
Forse la documentazione più conosciuta dell'orchestra è il vivido romanzo-memoriale di Fania Fénelon Playing for Time, una traduzione inglese di Sursis pour l'orchestre (Grazia per l'orchestra). Questo libro di memorie e il successivo adattamento televisivo hanno assunto un ruolo importante nello studio della Shoah. Fin dalla sua pubblicazione con un enorme successo commerciale, la testimonianza della Fénelon fu accettata come verità e ampiamente distribuita in una pletora di risorse accademiche, popolari e musicali. Ciò si rivelò una fonte di grande frustrazione e angoscia per gli altri sopravvissuti dell'orchestra, che quasi trovarono all'unanimità la rappresentazione della Fénelon della loro orchestra e del suo personale falsi e umilianti. Hanno combattuto una feroce battaglia nei decenni trascorsi da quando apparve Playing for Time, per avere la verità riguardo alla loro orchestra e alla sua storia rappresentata. Fu prestata una certa attenzione alle loro preoccupazioni, ma in gran parte furono ignorate. Le maggiori fonti di angoscia sono l'inaccurata rappresentazione di Alma Rosé, i ritratti di molti altri musicisti ed il fatto che la Fenelon abbia sminuito il loro legame e sostegno reciproco.
Il controverso e contestato ritratto della Rosé da parte della Fénelon presenta il direttore d'orchestra come un crudele ebreo disciplinarista e che disprezza se stesso, che ammirava i nazisti e corteggiava il loro favore. Una recente biografia della Rosé, Alma Rosé: Da Vienna ad Auschwitz, degli amici della famiglia Rosé Richard Newman e Karen Kirtley, si sforza di presentare un'immagine diversa della conduttrice dell'orchestra. Corregge diversi errori nel resoconto della Fénelon (ad esempio, la Rosé era austriaca, non tedesca) e preconcetti più sottili: la Fénelon, ad esempio, non è mai stata a capo dell'orchestra. Essendo una parigina di simpatie socialiste, divorziata, attiva nella Resistenza, ex allieva di Germaine Martinelli, la Fénelon era considerevolmente più anziana e molto più esperta e sofisticata delle altre ragazze dell'orchestra, la cui immaturità trattava con condiscendenza, ma non c'è mai stato alcun dubbio che la Rosé fosse il loro capo. Né, secondo Newman e Kirtley, la sfiducia e il timore della Fénelon e delle altre donne ebree nei confronti dei polacchi cattolici nell'orchestra riflettono interamente la verità: non tutti i polacchi erano antisemiti. Ma in modo più significativo, la Rosé emerge nella sua biografia come un'eroina che salvò la vita di quasi tutte le donne sotto la sua responsabilità, costringendole a lavorare più duramente anche se erano dotate di talento marginale, sebbene il suo temperamento drammatico e il suo egocentrismo non sono trascurati.
Altre potenziali fonti di controversia erano rappresentate dalle conversazioni ricostruite dalla Fénelon e dai cambi di nome sottilmente velati (Violette Silberstein-Jacquet divenne "Florette", Hélène Scheps e Hélène Rounder diventarono entrambe "Irene", Anita Lasker-Wallfisch era "Marta" e Fanny Birkenwald fu "Anny") e dal suo trattamento franco sia della prostituzione che del lesbismo nei campi, con diverse presunte relazioni lesbiche tra i membri dell'orchestra (verso le quali la Fénelon era compassionevole). Sia la traduzione inglese che quella tedesca del suo libro di memorie furono leggermente ridotte rispetto a quest'ultima materia.